# Arpi
Arpi (grec antic: Ἄρποι) va ser una ciutat de la Pulla. Era una de les ciutats més antigues, i estava situada al centre de les grans planúries d'Apúlia, a una 18 km de la ciutat de Lucèria i a uns 30 de la mar Adriàtica a Sipontum, segons la Taula de Peutinger.
La seva fundació s'atribueix a Diomedes d'Argos que li va donar el nom d'Argos Hippium (Ἄργος Ἵππιον) i Arpi en seria una corrupció a través d'Argyrippa (Ἀργύριππα). No obstant probablement no va ser una colònia grega i només en devia rebre la influència.
Històricament no apareix fins a les guerres samnites, entre Roma i Samni, quan va donar provisions al cònsol romà Luci Papiri Cursor Mugil·là durant el setge de Lucèria l'any 320 aC, segons Titus Livi.
Probablement va continuar com aliada de Roma, i va mantenir la fidelitat durant l'expedició de Pirros de l'Epir, participant amb un contingent de 4000 soldats i 400 cavallers a la batalla d'Asculum.
Durant la Segona Guerra Púnica Hanníbal va assolar el seu territori l'any 217 aC i després de la batalla de Cannas va obrir les portes al general cartaginès que va passar l'hivern a la regió, i la va dominar fins al 213 aC quan els seus habitants van obrir les portes i van deixar entrar a Quint Fabi Màxim, tot i que hi havia una guarnició cartaginesa d'uns cinc mil homes. La guerra va portar la decadència i ja no torna a aparèixer a la història fins que Juli Cèsar va ser allí en el seu camí cap a Brundusium. Estrabó diu que l'ample circuit de les muralles que encara existia en el seu temps mostrava la grandesa de la ciutat, però ja era un lloc en decadència.
La ciutat, tot i que va perdre importància, va seguir existint durant l'Imperi. I en temps de Constantí va ser la seu d'un bisbe. Més tard va se destruïda però no se sap quan. Correspondria a unes restes anomenades avui Arpa que es troben a uns 5 km de Foggia.